# Oorzaken van de Tweede Wereldoorlog
De Tweede Wereldoorlog (1939-1945) was het tweede conflict op wereldschaal in de twintigste eeuw. Deze oorlog heeft verschillende oorzaken. Een van de belangrijkste oorzaken was het verlies van het Keizerrijk Duitsland in de Eerste Wereldoorlog. De imperialistische gedachten van het Japanse keizerrijk was een oorzaak. Ook de houding van de internationale gemeenschap en het agressieve gedrag van Italië was op hun beurt een belangrijke oorzaak.

## Directe aanleiding voor de Tweede Wereldoorlog

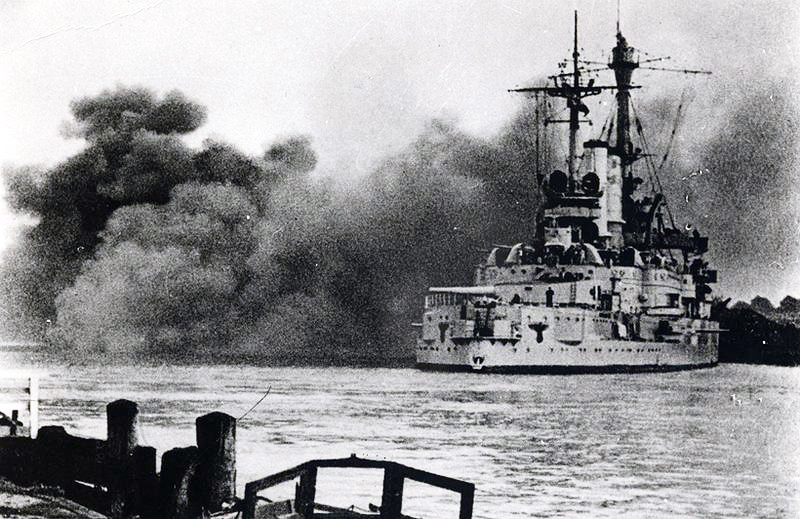
Aanval van de SMS Schleswig-Holstein op het Poolse schiereiland Westerplatte.

De directe aanleiding voor het uitbreken van de Tweede Wereldoorlog in Europa was de invasie van Polen door nazi-Duitsland, op 1 september 1939. Hierna verklaarden op 3 september 1939 Frankrijk en Engeland de oorlog aan nazi-Duitsland. 
Sommigen beschouwen de Tweede Chinees-Japanse Oorlog (1937-1945) als het startpunt van de tweede wereldoorlog in Azië . Maar dit was tot 1941 een oorlog tussen Japan en China, die beide niet betrokken waren bij het Europese strijdtoneel. Pas toen Japan de Verenigde Staten aanviel smolten de twee strijdtonelen samen. De directe aanleiding voor de oorlogsverklaringen tussen Japan en Duitsland enerzijds en Engeland en de Verenigde Staten anderzijds, was de aanval op Pearl Harbor op 7 december 1941.

## Oorzaken van de Tweede Wereldoorlog in Europa

### Onstabiliteit in Duitsland

#### Gevolgen voor Duitsland van de Eerste Wereldoorlog

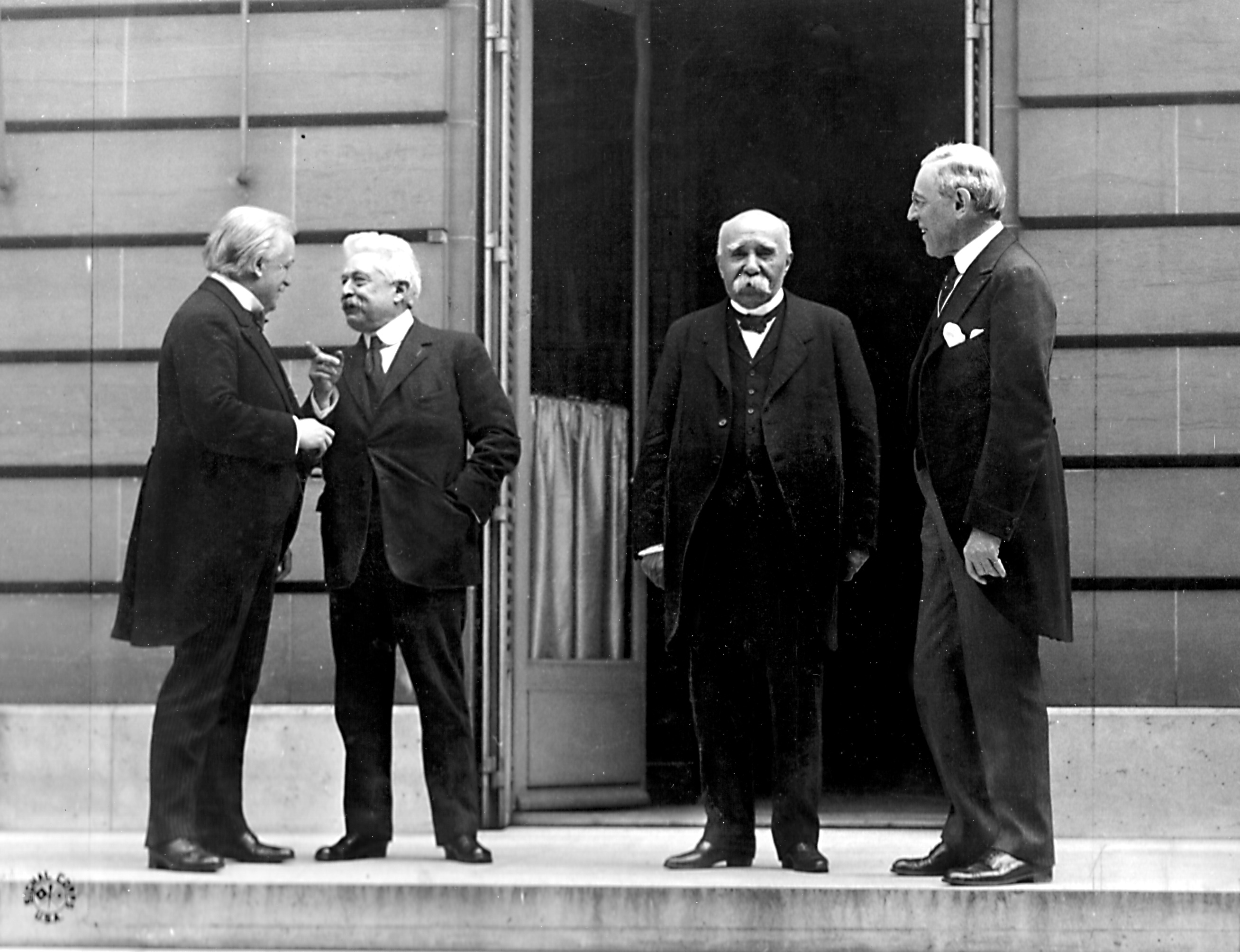
De overwinnaars bij het Verdrag van Versailles. V.l.n.r David Lloyd George, Vittorio Orlando, Georges Clemenceau en Woodrow Wilson

De Eerste Wereldoorlog was het eerste grote conflict op wereldschaal in de twintigste eeuw. Deze oorlog heeft veel slachtoffers geëist en heeft de wereldkaart drastisch veranderd. Ondanks de goede hoop bij Versailles, en bij het vredesverdrag was die hoop niet terecht. Deze goede hoop was eigenlijk
gecreëerd door terugbetalingen van Duitsland en het stoppen van de oorlog. Maar verschillende belangrijke landen waren niet tevreden over het verdrag van Versailles en al snel bleek het verdrag niet in staat te zijn te doen waar het eigenlijk voor diende. Het eerste punt kunnen we al terugvinden in het feit dat Duitsland als enige de schuld droeg van het starten van de Eerste Wereldoorlog.
Dit was niet correct want Oostenrijk-Hongarije begon de oorlog met een oorlogsverklaring aan Servië. Ten tweede moesten de Duitsers forse herstelbetalingen doen (Oorlogsschuldartikel 231). Dit was omdat zij als enige de schuld moesten dragen van de oorlog, dit door het verdrag van Versailles. In 1921 was dit 132 miljard Reichsmark. Ook verloor het Duitse Keizerrijk 12,5% van zijn territorium in Europa en alle overzeese koloniale gebieden. Ten derde werd Duitsland een republiek, keizer Wilhelm II van Duitsland is daarvoor nog naar Nederland gevlucht.

#### Politieke carrière van Adolf Hitler
In de Eerste Wereldoorlog had Hitler al zijn strijdlust bewezen voor het Duitse Keizerrijk. In 1914 was hij beloond met het IJzeren Kruis 2e klasse, voor zijn moed aan het westfront. In mei 1918 werd hij beloond met het IJzeren Kruis 1e klasse, dat hij wederom voor dapperheid kreeg. In 1918 raakte hij gewond door een gasaanval, hij was toentertijd korporaal. In het ziekenhuis uitte hij al zijn mening over Joden, communisten en republikeinen. Na de oorlog heeft Hitler veel deelgenomen aan het oproer tegen onder andere Versailles, de communisten en de Weimarrepubliek met het Freikorps. Op een dag moest hij een kleine, mogelijk socialistische partij infiltreren. Toen hij daar eenmaal was, bleek dat geen socialistische maar een nationalistische partij te zijn. Toen een professor daar een opmerking maakte, die Hitler niet beviel, sprak hij daar de vergadering heftig toe. Toen hij daarna wegging kwam de oprichter, Anton Drexler, naar hem toe en gaf hem een paar pamfletten, met het verzoek om als bestuurslid voor de partij te gaan werken. Dit deed hij en in een korte tijd groeide de partij snel uit, wat door middel van donaties van conservatieve rijken en reorganisatie van Hitler mogelijk was en in 1919 werd Hitler partijleider.
In 1920 werd de DAP veranderd in de NSDAP en in 1926 werd de DNSAP toegevoegd aan de NSDAP. Ondanks interne partijstrubbelingen bleef Hitler aan de macht door middel van zijn sprekerstalent en agressieve propaganda. Deze vormde later ook de basis van Hitlers weg naar de macht. Op 9 november 1923 deed Hitler een poging om de macht in Beieren te grijpen. Deze was slecht georganiseerd en mondde dan ook uit in een ramp. Hitler werd veroordeeld tot 5 jaar gevangenisstraf, wat al heel licht was voor verraad, maar hij kon hem ook nog eens uitzitten in de gevangenis van Landsberg, waar hij een luxe onderkomen had. In die periode schreef hij zijn boek Mein Kampf. Dit ging over zijn ideeën over verhoudingen in de wereld, de "joodse kwestie", de Eerste Wereldoorlog en over wat hij zou doen als hij het voor het zeggen had. Het meeste wat in het boek geschreven staat zien we later ook terug in zijn daden, wat ook de basis vormde van de Tweede Wereldoorlog. Enkele maanden nadat Hitler werd vrijgelaten, werd het spreekverbod voor de partij in München opgeheven. Na deze deelstaat volgden al snel de andere. Door middel van enorme speeches en propaganda werd de NSDAP landelijk bekend, en in 1920 kon deze al uitgroeien tot een landelijke partij. Na die sterke groei ging het steeds minder met Hitlers partij. Aanvankelijk haalde ze nog 30 zetels in de Rijksdag, maar dat werden er steeds minder. In 1928 waren het er nog maar twaalf, een dieptepunt. Dit kwam mede doordat de Verenigde Staten in hoogconjunctuur zaten (roaring twenties). De economie floreerde en de investeringen bleven maar Duitsland instromen. Maar dit eindigde cruciaal bij de beurskrach van 1929. De NSDAP kwam terug met 107 zetels en in 1932 waren dat er 232, hoewel ze nog geen meerderheid hadden. De kopstukken in de politiek wilden desondanks toch met Hitler praten. Men zag een communistische partij als een erger kwaad. Door een paar complotten werd Hitler als rijkspresident aangesteld.

#### Effecten van het naziregime tot de Tweede Wereldoorlog
Doordat Hitler in 1933 als Rijkskanselier werd aangesteld door Paul von Hindenburg, groeide het gevaar voor een oorlog drastisch. In Mein Kampf, dat Hitler tijdens zijn gevangenschap had geschreven, legde hij uit hoe hij de Joden wilde uitroeien en 'Lebensraum' wilde scheppen in het Oosten. Dit alleen al moest een bedreiging zijn voor veel bevolkingsgroepen en landen, maar zijn werk werd niet serieus genomen. Doordat Hitler de macht had en nu heel veel dingen kon regelen naar zijn inzicht, kwam dit al snel op gang. Hitler wilde altijd al een sterk leger. Het eerste wat hij dan ook deed was het leger reorganiseren. Hij voerde de dienstplicht weer in, wat eigenlijk verboden was door het verdrag van Versailles, dat stelde dat het leger gelimiteerd was tot 100.000 soldaten. Er werd niets concreets gedaan door Groot-Brittannië of Frankrijk en na 6 jaar beschikte de Wehrmacht, de Luftwaffe en de Kriegsmarine over een groot leger met meer dan tweeduizend tanks en meer dan tweeduizend vliegtuigen. Ook was het leger drastisch gemoderniseerd wat ook een voordeel opleverde ten opzichte van de geallieerden. Ten tweede volgde hij een agressief beleid tegen de Joden.

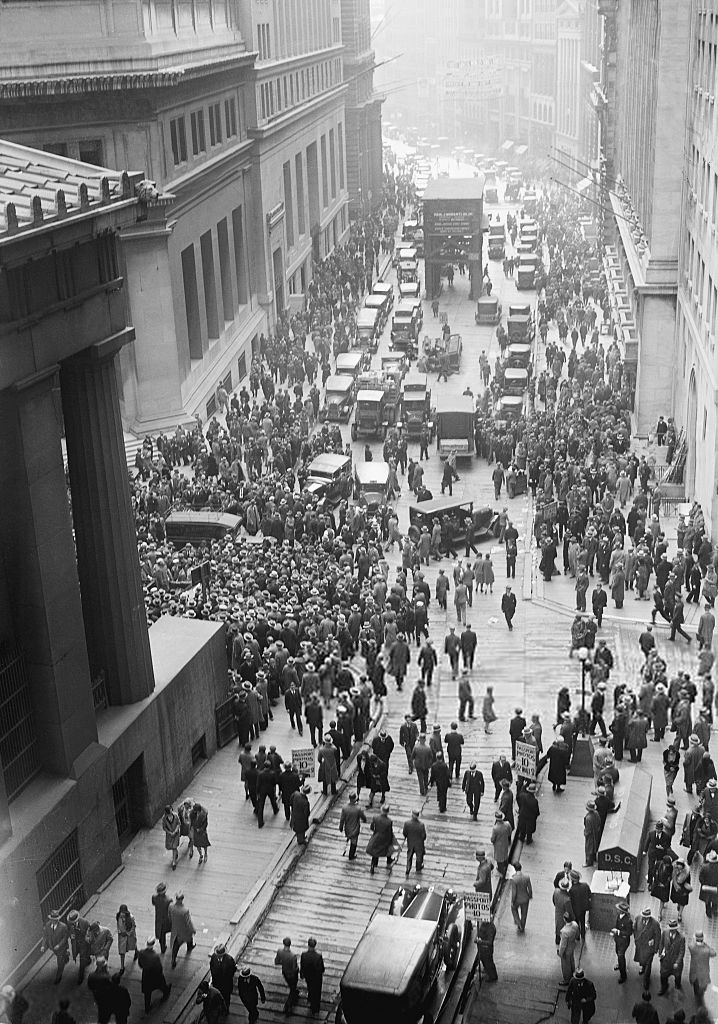
Mensen verzameld bij Wall Street.

### Wall Street-beurskrach
Na de Eerste Wereldoorlog ging het steeds beter met Duitsland. De Weimarrepubliek had na alle ellende toch redelijk herstel geleverd. Duitsland had natuurlijk nog wel te kampen met verschillende problemen maar er was toch progressie. Omdat er daarom weinig reden was tot klagen, waren maar weinig mensen geïnteresseerd in Hitlers extreme visie. Ze vonden de Weimarrepubliek, die geen extreme ideeën over verandering had, veel aantrekkelijker. Maar die progressie stopte na de beurskrach van 1929. De Verenigde Staten hadden na de Eerste Wereldoorlog veel in Duitsland geïnvesteerd. Dit zorgde voor werkgelegenheid en opbouw van de economie. Maar na de beurskrach vroegen alle Amerikaanse investeerders hun geld terug. Ook andere landen die door de Wall Streetkrach waren getroffen vroegen opeens weer agressief naar hun geld. Dit zorgde voor veel armoede, vooral onder de normale bevolking. Door deze armoede zochten mensen weer excuses en redenen voor hun armoede.

### Fascisme in Italië
Al na de Eerste Wereldoorlog, toen het verdrag van Versailles was ondertekend, kreeg Italië te maken met interne conflicten. Niet alle beloofde territoriale uitbreidingen waren gekregen en er waren veel stakingen voor betere arbeidsvoorwaarden. De socialisten en communisten aan de ene kant wilden betere werkcondities voor arbeiders en de fascisten, weliswaar een kleine groep onder leiding van Benito Mussolini, gingen hiertegen in. Deze partij trad vaak gewelddadig op. Ze kregen steeds meer macht hoewel ze klein bleven. Al in 1922 werd de Mars op Rome ingezet en zo werd Mussolini de baas van Italië. Koning Victor Emanuel III van Italië sloot een politiek verbond met Mussolini en geleidelijk werd de gang naar dictatuur ingezet. Van de koning moesten de liberalen instemmen met Mussolini, en later werd deze partij evenals alle andere verboden.
In de buitenlandse politiek was Mussolini goede vrienden met Frankrijk en Engeland, maar dit veranderde toen Italië ook meer koloniën wilde. Engeland en Frankrijk waren in eerste instantie 'vrienden' geworden met Italië doordat Italië en belangrijke rol speelde in de Volkenbond, ze hadden ook Italië nodig om de buitenlandse politiek en expansionisme van Duitsland in te dammen.

#### Invasie van Abessinië
Mussolini droomde van een Nieuw Romeins Rijk onder zijn leiding. Hij wilde de Middellandse Zee tot een binnenmeer van Italië maken. Italië had al koloniën, Libië en Italiaans-Oost-Afrika behoorden hiertoe. Hoewel Abessinië niet bij het oorspronkelijke Romeinse Rijk behoorde en niet aan de Middellandse Zee lag, was het een belangrijk onderdeel van Mussolini's expansiepolitiek. Hij wilde bovendien het verlies in de Eerste Italiaans-Ethiopische Oorlog wreken. In 1935 begon hij de invasie van Abessinië en binnen een jaar was het land veroverd. Hierna begon meteen de kolonisatie door de Italianen. De internationale gemeenschap reageerde verdeeld. Aan Italië werden sancties toegekend die niet of nauwelijks invloed hadden. Ook de Volkenbond reageerde zwak en Italië stapte zelf uit de bond.

#### Invasie van Albanië
In april 1939 bezetten de Italianen Albanië na een ultimatum gesteld te hebben dat Albanië afhankelijk maakte van Italië. De koning, Zog I, weigerde ermee in te stemmen en de volgende dag werd zijn land bezet door Italiaanse troepen.
Al sinds de creatie van de Albanese staat was hij bedreigd door buurlanden. Na de Eerste Wereldoorlog was er de druk van buurlanden Joegoslavië en Griekenland.
Al in 1925 werd er toenadering gezocht tot Italië en de verdragen die volgden tussen 1925 en 1939 zorgden ervoor dat Albanië steeds afhankelijker werd van Italië. Dit was een belangrijk onderdeel van de Italiaanse politiek want ze hadden een uitvalsbasis op de Balkan en Griekenland was nu een stap dichter bij aansluiting.

### Burgeroorlog in Spanje

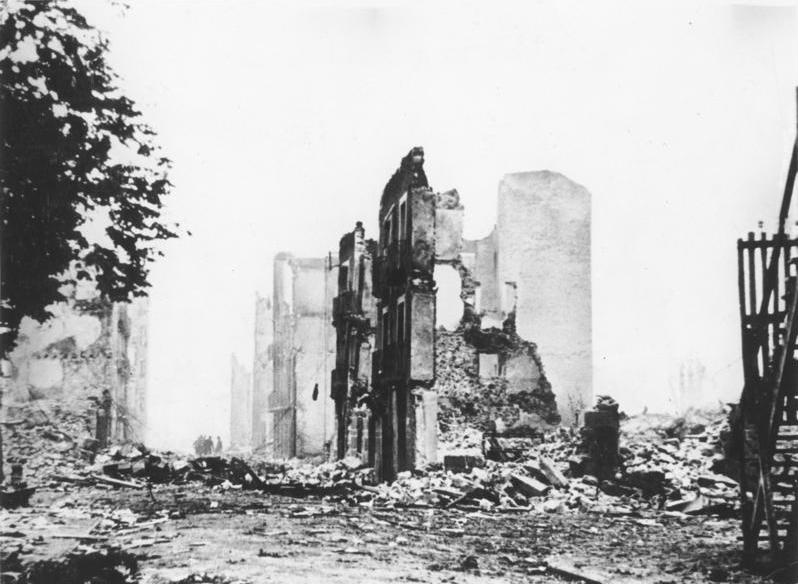
Guernica na het Duits bombardement

In Spanje heerste tussen 1936 en 1939 een burgeroorlog. De twee partijen die elkaar bestreden waren de nationalisten onder generaal Francisco Franco en de republikeinen. De burgeroorlog is erg belangrijk omdat hier ook internationale steun werd gebruikt zonder dat deze landen zelf actief in de burgeroorlog deelnamen.
Nazi-Duitsland en Italië steunden Francisco Franco, omdat deze ook fascistisch was. Hij kreeg steun in de vorm van 106 tanks Panzerkampfwagen I en vliegtuigsquadrons van Legioen Condor en 8,8cm-Flak: 136 vliegtuigen en 5000 man. Nazi-Duitsland gebruikte de oorlog om zijn voertuigen en vliegtuigen te testen zodat ze die optimaal konden gebruiken in de komende oorlog. Ze lieten zich vergoeden met grondstoffen: kwik, antimoon, wolfraam en ijzer.
Ook de Sovjet-Unie steunde om die reden de oorlog met vliegtuigen en soldaten en agenten van de NKVD maar ook omdat de republikeinen veelal communisten waren en liet zich daarvoor vergoeden in goud van de Spaanse centrale bank.

### Der Anschluss

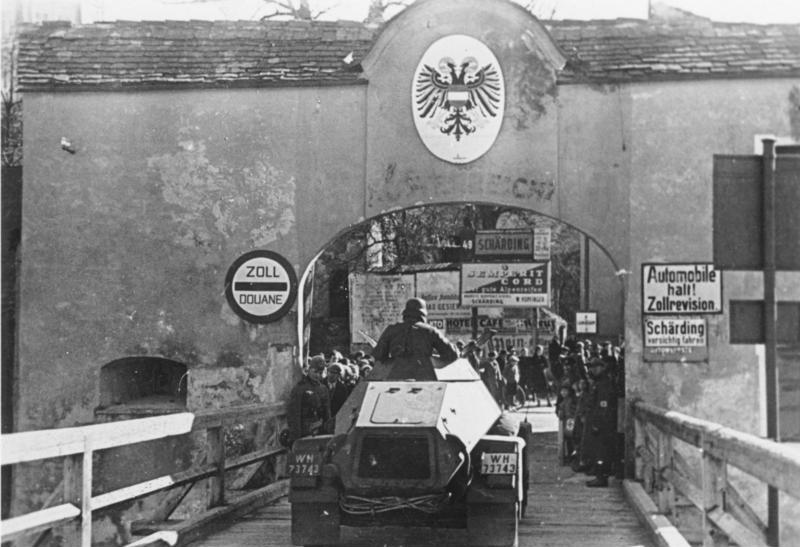
Duitse soldaten rijden Oostenrijk binnen (13 maart 1938)

De Anschluss was de Duitse annexatie van Oostenrijk. Na de Eerste Wereldoorlog was Oostenrijk-Hongarije uit elkaar gevallen. Duitsland had altijd al een nauwe band met Oostenrijk en Hitler vond dan ook dat Oostenrijk bij het Duitse Rijk hoorde. Doordat Oostenrijk-Hongarije een veelvolkenstaat was werden zij niet in het Duitse Rijk opgenomen in 1871, en ook omdat Pruisen de macht niet wilde delen met de Oostenrijkers, die zichzelf zagen als Duitsers die in Oostenrijk leefden. 
Het verdrag van Versailles verbood de aansluiting van Oostenrijk bij Duitsland, maar op 12 maart 1938 vond het toch plaats. Ten eerste wilde Hitler terug naar een 'Groot-Duitsland' en Oostenrijk was hier een belangrijk onderdeel van. Ten tweede was een groot deel van de Oostenrijkse bevolking Duitser en door de slechte situatie en de burgeroorlog die in Oostenrijk woedde waren er veel aanhangers van de nazipartij. Vooral de jongere generatie was lid. Vanaf 1932 werd een dictatuur naar Italiaans voorbeeld ingevoerd. Op buitenlands gebied was er veel spanning met de grote mogendheden.
Aangemoedigd door Hitler, begonnen de Oostenrijkse nazi's het land te terroriseren. Na een mislukte staatsgreep van de Oostenrijkse nazi's werd door druk van Hitler, Arthur Seyss-Inquart aangesteld als minister van Binnenlandse Zaken. Na chantage trad Kurt Schuschnigg op 11 maart 1938 af, waarna Arthur Seyss-Inquart tot kanselier werd benoemd. Een dag later vroeg hij Duitsland om hulp. Op 12 maart 1938 viel Duitsland Oostenrijk binnen zonder dat er werd gevochten. Het Oostenrijkse leger verwelkomde zelfs de Wehrmacht met vlaggen en de nazigroet. Op 10 april werd een referendum gehouden om aansluiting bij nazi-Duitsland te bewerkstelligen. 99,87% van alle stemmen waren voor, hoewel later bleek dat er met de stemmen was gefraudeerd. Maar dat maakte toen niet veel uit omdat de meerderheid toch voor de aansluiting van Oostenrijk bij Duitsland was. Het Verenigd Koninkrijk en Frankrijk stonden machteloos terwijl Italië een politiek van 'appeasement' voerde, hoewel het altijd al had beloofd de aansluiting te verhindereren wanneer dat nodig zou zijn. Men zag toen al aankomen, dat ze Italië niet als echte bondgenoot hadden.

### Verdrag van München

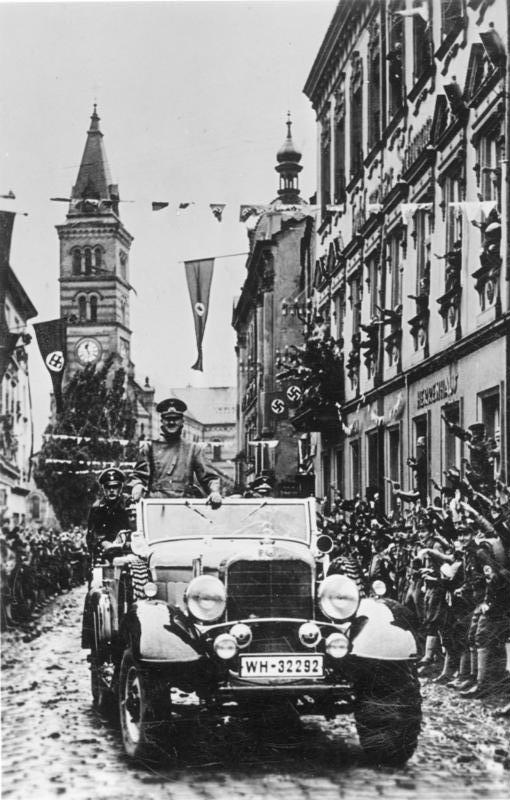
Hitler in Sudetenland (Kraslice, 4 oktober 1938)

Na de Anschluss richtte Adolf Hitler zijn aandacht op het Sudetenland. Hier woonden veel Duitsers en deze hoorden volgens hem dan ook bij Duitsland. Hij zocht de confrontatie en plande Fall Grün, maar kreeg zonder oorlog wat hij wilde. Later nam hij heel Tsjecho-Slowakije over en creëerde een Protectoraat Bohemen en Moravië en een nieuw land: de Eerste Slowaakse Republiek.

### Appeasementpolitiek
De geallieerden lieten de Anschluss gebeuren zonder in te grijpen, hoewel de Duitse gebiedsuitbreiding tegen het Verdrag van Versailles inging. Omdat veel landen het niet eens waren over het verdrag van Versailles vonden ze dat Duitsland wel over meer dan honderdduizend soldaten mocht beschikken. Daardoor lieten ze aardig wat toe van wat Hitler deed. Tevens leden ze ook aan de gevolgen van de Beurskrach van 1929, die leidde tot de Grote Depressie. Hierdoor was er een gebrek aan middelen om efficiënt te reageren en leek de appeasementpolitiek aangewezen. Het Duitse leger kon zich zo zeer snel uitbreiden en toen men eindelijk concrete maatregelen nam was het reeds te laat.
Ook de Volkenbond, opgericht om een dergelijk conflict te voorkomen, greep niet hard in. De Volkenbond had geen echt leger en was meer een groepje van landen die samen conflicten zouden oplossen door middel van vertegenwoordigers in een internationale commissie.
1. Ten eerste kwam dit omdat de Volkenbond nauwelijks ervaring had met het oplossen van problemen.
2. Ten tweede waren het vaak belangrijke landen die agressief gedrag vertoonden zoals Italië. Deze landen konden moeilijk gecorrigeerd worden doordat ze anders belangrijke banden op het spel zetten.
3. Ten derde waren belangrijke landen uitgesloten van de Volkenbond of deden vanuit een andere optiek niet mee. Belangrijke landen die wegbleven waren onder andere de Verenigde Staten (hoewel de president van Amerika, Woodrow Wilson, juist met het idee van de Volkenbond gekomen was) vanwege een isolationistisch beleid ten opzichte van buitenlandse politiek en de weigering door het parlement. De Duitse Weimarrepubliek werd geweigerd door de overwinnaars om mee te doen met de Volkenbond en ook de Sovjet-Unie. Ondanks successen van de Volkenbond kon hij geen echte invloed uitoefenen omdat hij geen autoriteit bezat. Ook trokken veel landen zich niks van de Volkenbond aan.
4. Ten vierde werd de Volkenbond gedomineerd door het Verenigd Koninkrijk en Frankrijk die met hun koloniën meer gebiedsuitbreiding wilden. Het is dan ook niet verwonderlijk dat bijna alle mandaten onder hun bestuur vielen. Dit werkte ook in het nadeel van de Volkenbond die wilde optreden voor alle volken en vrijheid predikte.

## Oorzaken van de Tweede Wereldoorlog in Azië

### Japans imperialisme

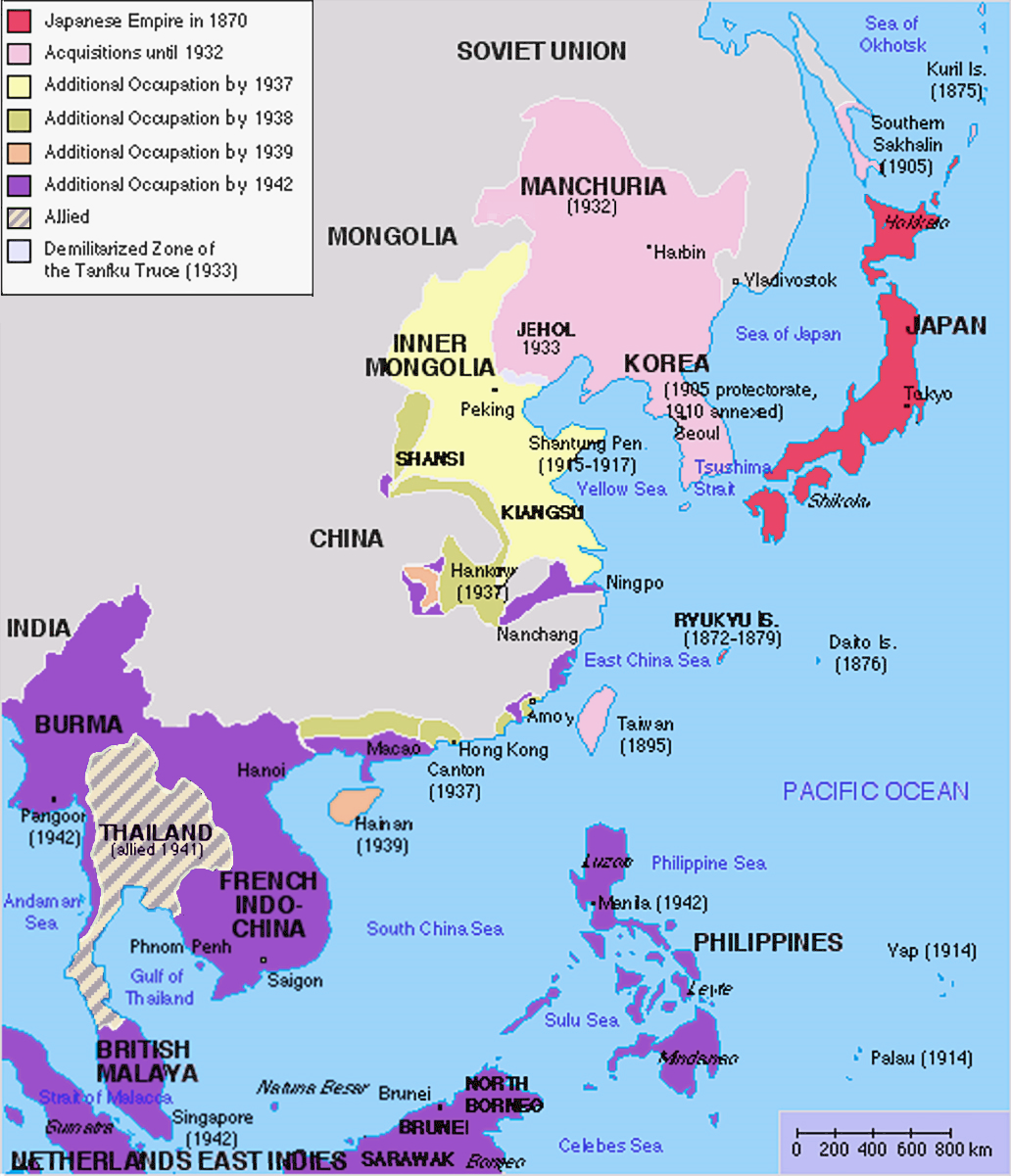
Expansie van het Japans Keizerrijk 1870-1945.

Een van de oorzaken was het imperialisme van Japan. Japan was pas erg laat op de wereldkaart gekomen als een sterke natie. Ze zaten ook nog in een continent waar bijna alles was verdeeld tussen de Europese mogendheden en China. Korea was het enige land dat zonder veel problemen kon worden veroverd.

### Voor de Eerste Wereldoorlog
Voor de Eerste Wereldoorlog waren er twee belangrijke spelers in Noordoost-Azië bezig met het uitbreiden van hun imperium: het Russische en Japanse Keizerrijk. Rusland wilde een warmwaterhaven en Japan wilde meer invloed in Korea, Mantsjoerije en andere delen van China. Zij kopieerden het gedrag van de Europese koloniale rijken.

### Eerste Chinees-Japanse Oorlog
De Eerste Chinees-Japanse oorlog was een oorlog tussen het Meji-Keizerrijk Japan en de Qing-dynastie. Japans expansionisme op het vasteland van Azië dateert al van 1592 toen Japan voor de eerste keer Korea binnenviel. De Japanse leiders waren bang dat Korea aan een andere grote mogendheid ging toebehoren en zo de veiligheid en de verdediging van Japan verzwakte. Ze waren bang dat andere landen snel Japan konden overnemen als een nieuwe kolonie. Na eeuwenlange overheersing door China besloot Japan hier een einde aan te maken. In de negentiende eeuw werd China steeds zwakker door buitenlandse interventies en dus besloot Japan dat het tijd werd voor een invasie.
Japanse troepen bleken superieur en vielen zelfs China binnen. Ze veroverden delen van Mantsjoerije en kregen zo China onder de knie. Na de gevechten die bijna een jaar duurden kreeg Japan wat het wilde: Korea en zelfs Formosa (het tegenwoordige Taiwan) en enkele eilanden daaromheen. Ook kreeg Japan het schiereiland Liaodong, maar moest dit afstaan aan China door toedoen van de Drie Landen-interventie. Frankrijk, Rusland en Duitsland wilden niet dat Japan zoveel invloed kreeg. In ruil voor het afstaan kreeg Japan een schadevergoeding van 450 miljoen yen. Dit viel slecht bij Japan, maar het was niet in staat om verzet te bieden. Dit zorgde voor een nieuwe politiek tegen de Europese machten en de relaties met Europa verslechterden behalve met Groot-Brittannië, waarmee het in 1902 een alliantie sloot.

### Anglo-Japans verdrag van 1902
In 1902 sloten Japan en het Verenigd Koninkrijk een verdrag. In dit verdrag stond dat beide landen zich afwezig hielden als de ander oorlog voerde tegen een andere mogendheid. Dit gebeurde ook in de oorlog tussen Japan en Rusland. De andere afspraak was dat als een van de twee een oorlog voerde tegen twee of meer mogendheden dan zou de ander steun geven. Dit verdrag had invloed op de politiek van Japan in Azië. Het Verenigd Koninkrijk was namelijk een belangrijke kolonialist. Hierdoor zou Japan de vrije hand hebben in de oorlog tegen Rusland en later.
Dit verdrag verplichtte Japan uiteindelijk om ook Duitsland de oorlog te verklaren en hierdoor werd de Japanse marine ingezet om Duitse schepen te vernietigen en ze veroverden uiteindelijk enkele koloniën van de Duitsers.

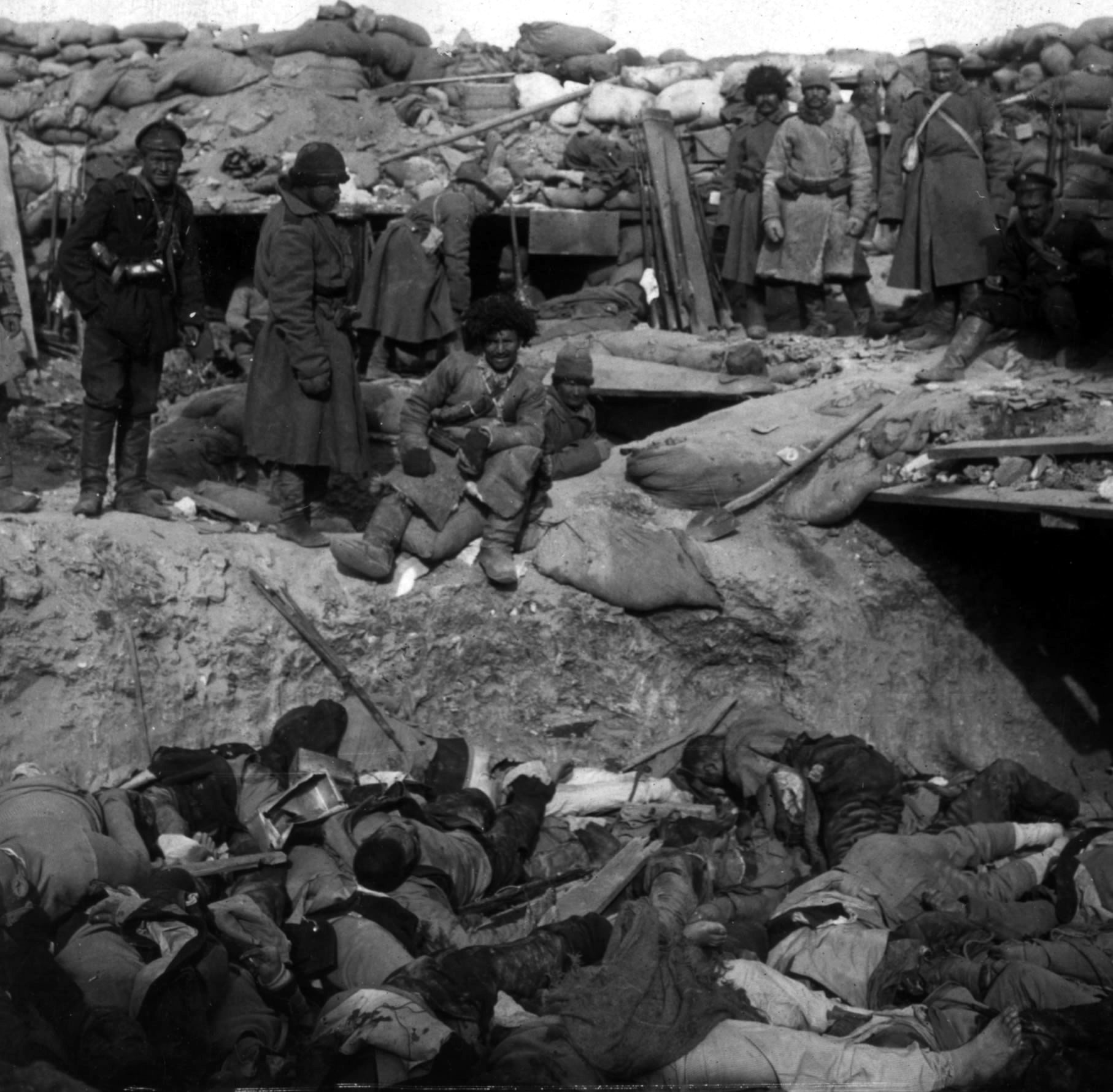
Russische soldaten in Port Arthur. Onderaan Japanse lichamen in een loopgraaf (1905).

### Russische-Japanse oorlog 1904-1905
Beide landen, het Russische Keizerrijk en het Japanse Keizerrijk, wilden graag meer invloed in Mantsjoerije. Officieel was dit een onderdeel van China, maar de Qing-dynastie had al heel lang geen feitelijke macht meer. In 1897 was Port Arthur geleased aan Rusland. Dit tot ergernis van de Japanners want zij hadden twee jaar eerder Port Arthur moeten afstaan! Korea stond ook onder protectoraat van Rusland en China en Japan wilde Korea in handen hebben in ruil voor het verlies van invloed in Mantsjoerije. Rusland en Japan wilden allebei meer invloed in Azië en na de Bokseropstand had Rusland delen van Mantsjoerije bezet en was bezig een spoorlijn aan te leggen van Port Arthur door Mantsjoerije richting Moskou.
Nadat Japan niks meer terug hoorde over hun voorstel besloten ze om het maar gewoon te pakken. Ze moesten Port Arthur veroveren want het lag strategisch aan een schiereiland en van hier konden ze naar de rest van China. Eerst moest de vloot van de Russen worden uitgeschakeld om het beleg op te slaan. Dit mislukte maar was een afleiding zodat een invasie bij Incheon voorspoedig liep. Binnen een paar maanden was heel Korea veroverd. Hierna begon het een invasie in Mantsjoerije dat door Rusland bezet was. De Russische troepen vochten hard terug om de opmars naar Port Arthur zo langzaam mogelijk te laten verlopen. Hierdoor konden troepen vanuit het westen van Rusland naar het front om een tegenaanval te doen.
In augustus begon het beleg van Port Arthur. De Russische troepen in Mantsjoerije probeerden om de haven te ontzetten maar faalden en trokken zich terug in Mukden. De Verre Oostenvloot van de Russen was vernietigd door de artillerie van de Japanners en langzaam maar zeker wonnen ze steeds meer. In januari gaf het garnizoen zich over en was de haven veroverd. Ook waren grote delen van Mantsjoerije veroverd en later in 1905 veroverden ze ook Mukden.
De Tsaar had al in september/oktober 1904 besloten dat de Baltische Vloot de Japanners in het oosten moest verslaan. Deze vertrok al in 1904 maar door een incident met Groot-Brittannië duurde het langer voordat ze uiteindelijk in het Verre Oosten aankwam. Ze mochten niet door het Suezkanaal dus moesten ze helemaal omvaren via Kaap de Goede Hoop om Japan te bereiken. Toen ze in de buurt van Madagaskar voeren, hoorde de vloot van het bericht dat Port Arthur was gevallen. Hun enige hoop was om naar Vladivostok te varen. Dit was de laatste overgebleven haven van Rusland in het Oosten. Deze vloot werd vernietigend verslagen in datzelfde jaar en de Russische Tsaar was genoodzaakt om voor vrede te kiezen. In 1905 moest de Tsaar ook een revolutie neerslaan vanwege de slechte afloop van de oorlog. Hij had de ervaren soldaten van het Oostfront hierbij nodig. In het verdrag stond dat Rusland Mantsjoerije diende te verlaten en de Japanse hegemonie over Korea diende te erkennen. In 1910 annexeerde Japan officieel Korea als onderdeel van het Keizerrijk. Ook Port Arthur ging toebehoren aan Japan.
Voor het eerst in de Moderne Tijd werd een Europees land verslagen door een Aziatisch land. Veel Aziaten in de Europese koloniën wilden ook vrijheid toen ze zagen dat het mogelijk was om de Europeanen te verslaan. Dit veroorzaakte mede de Tweede Wereldoorlog want Japan streefde na de Eerste Wereldoorlog naar meer en meer gebiedsuitbreiding en naar een pan-Aziatische gemeenschap onder leiding van Japan en zonder Europese invloeden. Japan was bereid om militair in te grijpen.

### Azië in de Eerste Wereldoorlog
In de Eerste Wereldoorlog, die in 1914 uitbrak, speelden een paar Aziatische landen een belangrijke rol.
Japanse Keizerrijk
Door de alliantie met het Verenigd Koninkrijk verklaarde het Japanse Keizerrijk de oorlog aan Duitsland. Hierbij zette Japan zich actief in met het verslaan van de Duitse vloot in de Grote Oceaan. Ook veroverde het in 1914 de kolonie Tsingtao in China. Hierbij vielen Japanse soldaten in samenwerking met Britse soldaten de kolonie aan en na een belegering van minder dan een maand was de kolonie veroverd.
Voor die tijd waren ook Duitse eilanden in de Grote Oceaan veroverd door de geallieerden. Een groot deel van die eilanden kwam onder bestuur van Japan te staan.
Verenigd Koninkrijk
De Britten waren fanatiek bezig om de Kaiserliche Marine in Azië te vernietigen. Immers, ze vormden nog steeds een serieuze bedreiging voor de koloniën. Met de hulp van de Japanse marine werden de Duitsers in het Oosten verslagen.
Rusland
Rusland nam niet actief deel aan de oorlog in Azië.
Duitsland
De Duitsers hadden een paar koloniën in de Grote Oceaan die slechts door een kleine macht bezet waren. Binnen een half jaar hadden de geallieerden alle eilanden en de Chinese stad Tsingtao veroverd. Alleen de Kaiserliche Marine vormde een bedreiging maar die werd met de hulp van Japan in 1916 voorgoed verslagen.

### Na de Eerste Wereldoorlog
Na de Eerste Wereldoorlog was China intern verdeeld en stichtten de communisten een eigen staat die snel bestreden werd maar de communisten werden niet uitgeroeid. De Japanners wilden steeds meer invloed in China en veroverden in 1931 Mantsjoerije en in 1932 de provincie Jehol.
De geallieerden waren verdeeld maar Frankrijk en het Verenigd Koninkrijk gunden Japan de koloniën omdat deze meehielp in de Eerste Wereldoorlog. De Verenigde Staten waren hiertegen, maar bemoeiden zich niet met buitenlandse zaken, ze kozen voor een politiek van isolationisme.

### Tweede Chinees-Japanse Oorlog
De felle Tweede Chinees-Japanse Oorlog brandde in 1937 los tussen Japan en China, uitgelokt door Japan. Dit wordt gezien als de aanleiding van de Tweede Wereldoorlog in Azië.

## Ideologische oorzaken

### Nationalisme
Al sinds lange tijd speelt nationalisme een belangrijke rol in de wereldgeschiedenis. De Eerste Wereldoorlog is een bekend voorbeeld van een escalatie van het nationalisme. Ook na de Eerste Wereldoorlog speelde nationalisme een grote rol. Het werd steeds gevaarlijker omdat het om extreme vormen ging. In het Japanse Keizerrijk vonden de nationalisten dat buitenlandse invloeden te groot werden en dat daardoor de staat strakker bestuurd moest worden en dat de buitenlanders weg moesten.
In Duitsland zorgde Hitler voor een belangrijke wenteling in de gedachten van de Duitsers, het Germaanse ras was de 'übermensch' en onder andere de Slavische en negroïde volkeren waren 'untermenschen'. Zij waren volgens Hitler niet geschikt voor belangrijke posities en uiteindelijk moesten deze volkeren verdwijnen voor het Germaanse ras. Dit leidde ertoe dat Hitler ging vechten tegen deze volkeren om ze te vernietigen. Dit was de 'Drang nach Osten', het maken van een nieuwe leefruimte voor de Germaanse volkeren. Dit hield onder andere in dat er agrarische gemeenschappen waren, volgens de nazi's een belangrijk onderdeel van de samenleving. Dit droombeeld is nooit verwezenlijkt omdat er op de meeste van die gebieden nog oorlog werd gevoerd of binnen een paar jaar werden terugveroverd.

### Pacifisme
Onder meer Groot-Brittannië streefde duurzame vrede na en voerde in de jaren '30 een politiek uit waarbij oorlog en geweld vermeden werd. De appeasementpolitiek leidde tot het Verdrag van München met de historische uitspraak van Neville Chamberlain: "Peace for our time". Critici geven aan dat deze politiek contextueel begrijpelijk was, maar veel te lang is volgehouden ondanks de steeds meer agressieve interventies van nazi-Duitsland in naburige landen.

### Racisme
Antisemitisme is al erg lang in de Europese cultuur verweven. Zeker in de middeleeuwen zijn de joden vervolgd. In zijn boek Mein Kampf beschrijft Hitler wie de schuldigen zijn aan de Grote Oorlog. Dit waren volgens hem de Joden. Hij wilde de vernietiging van de Joden omdat zij alles zouden opstoken tot een oorlog om er zelf winst van te maken. Ook de 'untermenschen' in het Oosten, de Slavische volken, hadden volgens hem geen recht op leven. Het enige ras dat goed was, was het Germaanse. Dit ras omvatte de volgende volken: Duitsers, Nederlanders, Vlamingen en de Scandinaviërs. Ook de Engelsen zijn verwant aan de 'Germanen' door middel van taal en cultuur. Deze mensen behoorden tot de 'übermenschen'. Hitler wilde dat zij de wereld zouden bevolken en als superieur ras de mensheid zouden besturen.
Om de vernietiging van Joden, Slaven, homoseksuelen en zigeuners te bewerkstelligen, moest hij de Oost-Europese landen en gebieden veroveren, evenals de Sovjet-Unie. In Mein Kampf schreef hij gedetailleerd over dit plan.
In Azië was racisme ook aan de orde van de dag. De Europese overheersers beschouwden de oorspronkelijke inwoners als 'barbaren' en zij moesten worden opgevoed. Zij waren minder en moesten dus de mindere rol in hun eigen land spelen. Dit leidde tot verschillende conflicten met Europese heersers. Ook Japanners behoorden tot de mindere volken, in het Engels werden ze bekend als de 'Yellow Peril', het gele gevaar. Ze werden meestal inferieur geacht en ze konden toch nooit winnen van de Europeanen. Het staat vast dat deze volken wraak wilden.
Japan kreeg hier ook mee te maken maar zij werden nooit overheerst door een Europese mogendheid. Ze begonnen ook steeds meer op die Europese mogendheden te lijken, gezien de dingen die ze in Korea en Mantsjoerije deden na de Eerste Wereldoorlog. Zij wilden heel Oost-Azië overheersen om de volken vrijheid te geven in een pan-Aziatische gemeenschap waarin Japan een leidersrol zou spelen.

## Verdragen in aanloop naar de Tweede Wereldoorlog

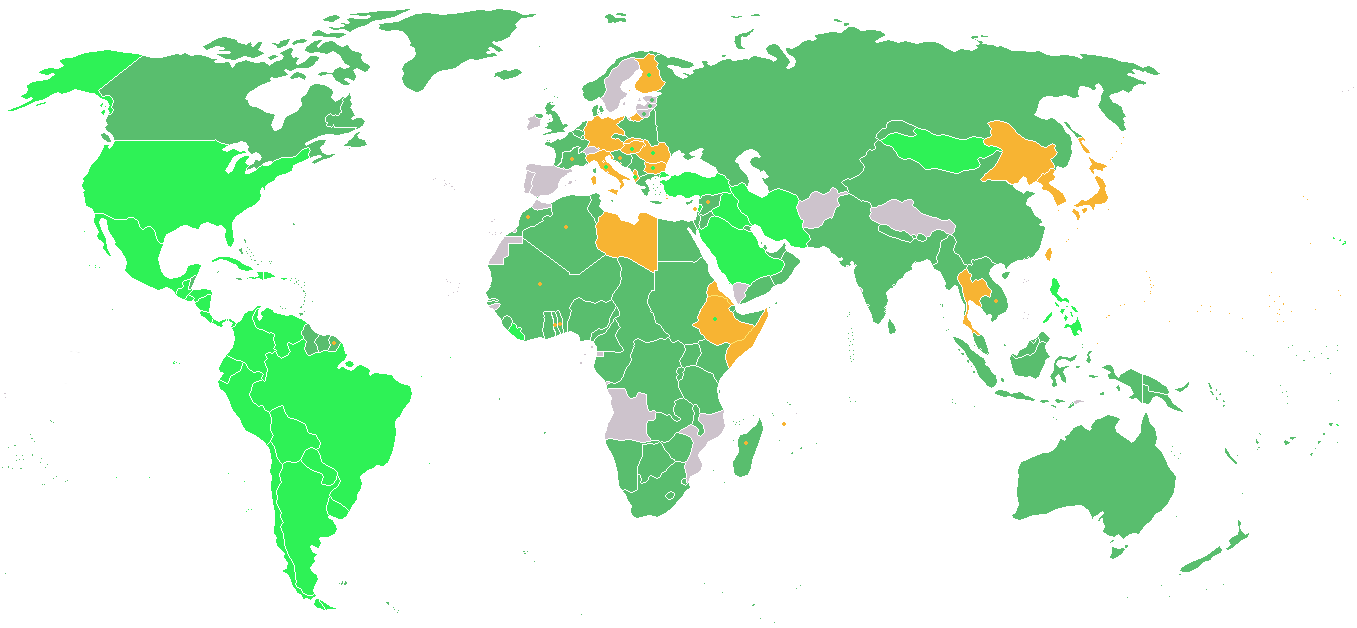
Asmogendheden
Geallieerden
neutrale landen die na de aanval op Pearl Harbor de kant van de geallieerden kozen

Internationale spanningen liepen hoog op doordat er verschillende verdragen werden gesloten. Hierdoor werd langzaam maar zeker de wereld in twee kampen verdeeld: de geallieerden met Polen, het Verenigd Koninkrijk en Frankrijk aan één zijde en extreemrechtse landen onder aanvoering van nazi-Duitsland en Italië aan de andere zijde. Tussen Duitsland en de Sovjet-Unie bestond ook het Molotov-Ribbentroppact, dat in een geheim bijvoegsel ook de verdeling van Polen tussen Duitsland en de Sovjet-Unie regelde. Bovendien stond dit verdrag Duitsland ook toe om militaire oefeningen te houden op grondgebied van de Sovjet-Unie.
Tussen Japan en de Sovjet-Unie gold ook het Neutraliteitsverdrag.

### Asmogendheden
- In 1936 ondertekenden Duitsland en het Japanse Keizerrijk het Anti-Kominternpact.
- In 1939 werd het Staalpact getekend door Italië en Duitsland, dat zorgde dat als een van hen werd aangevallen, dat de andere diegene hielp. Dit werd verstevigd op 18 maart 1940.
- Het Staalpact werd uitgebreid naar het Driemogendhedenpact, dat Japan toevoegde aan de lijst. Deze drie landen vormden ook de kern van de asmogendheden. Nadien traden andere landen toe: Koninkrijk Hongarije op 20 november 1940, Koninkrijk Roemenië op 23 november 1940, de Eerste Slowaakse Republiek op 24 november 1940, Koninkrijk Bulgarije op 1 maart 1941, het Koninkrijk Joegoslavië op 25 maart 1941, maar trok zich op 27 maart terug na een volksopstand, waarop Duitsland in april 1941 het land binnenviel en de Onafhankelijke Staat Kroatië zich afscheurde en op 10 april 1941 alsnog aansloot bij de as.

### Geallieerden
- De "Anglo-Poolse militaire alliantie" bestond uit afspraken tussen het Verenigd Koninkrijk en de Poolse Tweede Republiek voor wederzijdse bijstand in geval van een militaire invasie door een derde partij. Dit zorgde voor een druk omdat Duitsland vond dat West-Polen historisch bij Duitsland hoorde, ook omdat er zoveel Volksduitsers woonden en dat ze dit gebied ten onrechte kwijtgeraakt waren door het Verdrag van Versailles (1919). Zo ook vond de Sovjet-Unie, dat Oost-Polen ten oosten van de Curzonlijn historisch bij Rusland hoorde en dat ze dit gebied ten onrechte kwijtgeraakt waren door het Verdrag van Brest-Litovsk en na de Pools-Russische Oorlog (1919-1921) met de Vrede van Riga (1921). Het Brits/Poolse verdrag bepaalde in een geheim aanhangsel dat agressie betrof van Duitsland, dus niet van de Sovjet-Unie.
- Het "Frans-Pools Militair Bondgenootschap" had voornamelijk betrekking op de militaire alliantie tussen Polen en Frankrijk, die actief was tussen 1921 en 1940. Frankrijk zette wel het Saaroffensief in, maar dit leverde weinig op.